# Érik Izraelewicz

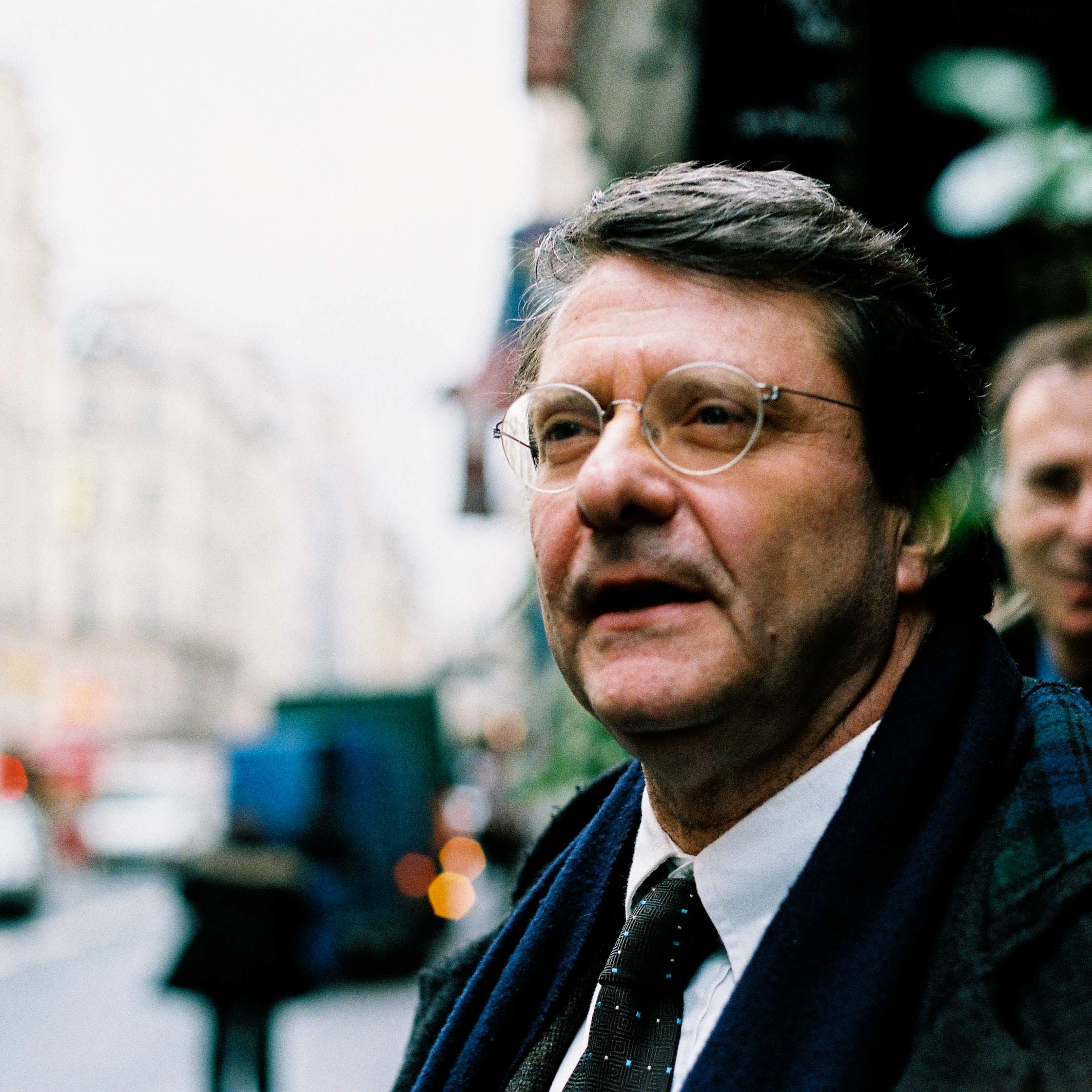
Érik Izraelewicz (2009)

Érik Izraelewicz (* 6. Februar 1954 in Straßburg; † 27. November 2012 in Paris) war ein französischer Wirtschaftsjournalist und Direktor der Tageszeitung Le Monde.

## Leben
Érik Izraelewicz war Sohn eines Arztes, er wuchs in Haguenau und Straßburg auf. Er absolvierte die École des hautes études commerciales de Paris (HEC) in Jouy-en-Josas. Danach besuchte er das „Centre de formation des journalistes (CFJ)“ und promovierte 1979 an der Sorbonne in Paris mit der Arbeit La Division internationale socialiste du travail à l’intérieur du bloc CAEM (RGW).
Izraelewicz begann als Wirtschaftsjournalist bei der Zeitung L’Usine nouvelle und ging 1981 zur L’Expansion. Danach leitete er die von ihm 1985 mitgegründete La Tribune de l’économie. 1986 begann er bei der Tageszeitung Le Monde, bei der er u. a. Leiter des Wirtschaftsressorts und New York-Korrespondent war und im November 1996 Mitglied der Chefredaktion wurde. Im Jahr 2000 wechselte er zu Les Échos, danach war er ab 2008 wieder bei La Tribune. Zwischenzeitlich arbeitete er zusätzlich auch als Fernsehjournalist in einer Wirtschaftsmagazinsendung des Senders Europe 1.
Im Februar 2011 wurde Izraelewicz Direktor der unter starkem wirtschaftlichem Druck stehenden Le Monde.
Izraelewicz veröffentlichte Bücher zur Weltökonomie. Zuletzt brachte er 2010 sein Buch L’Arrogance chinoise heraus.
Er war Mitglied verschiedener Regierungsberatungskommissionen sowie seit 2001 im Beirat der École nationale d’administration (ENA).
Er erlitt in der Redaktion einen Schwächeanfall und starb überraschend kurz darauf später in einem Krankenhaus. Medienberichte vermuten einen Herzinfarkt als Todesursache.

## Schriften (Auswahl)
- Ce Monde qui nous attend, les peurs françaises et l’économie. Grasset, Paris 1997, ISBN 2-246-54101-8.
- Le Capitalisme zinzin. Grasset, Paris 1999, ISBN 2-246-58391-8.
- mit Christine Mital: Monsieur Ni-Ni, l’économie selon Jospin. Robert Laffont, Paris 2002, ISBN 2-221-09360-7.
- Quand la Chine change le monde. Grasset, Paris 2005, ISBN 2-246-65821-7.
- L’Arrogance chinoise. Essai. Grasset, Paris 2011, ISBN 978-2-246-78396-1.